# Кочарян Роберт Седракович
Ро́берт Седра́кович Кочаря́н (вірм. Ռոբերտ Սեդրակի Քոչարյան; нар. 31 серпня 1954, Степанакерт, Нагірно-Карабаська автономна область, Азербайджанська РСР, СРСР) — президент Республіки Вірменія (1998-2008). Був одним з лідерів Арцахського руху за незалежність, головою Державного комітету оборони НКР, першим президентом Республіки Арцах (Нагірно-Карабахської Республіки).

## Життєпис
У 1972–1974 роках проходив службу в рядах Радянської армії.

### Освіта
У 1982 році з відзнакою закінчив електротехнічний факультет Єреванського політехнічного інституту.

### Кар'єра
У 1971 році працював слюсарем-складальником на Степанакертскому електротехнічному заводі.

### Партійна кар'єра
У 1980 році перейшов на партійну роботу — займав різні посади в комсомольських і партійних органах НКАО.
У 1989 і 1990 роках обирався депутатом Верховної Ради Вірменії, членом президії Верховної Ради.
У 1991 році обраний депутатом Верховної Ради НКР першого скликання.
Із серпня 1992 року голова Державного комітету оборони Нагірно-Карабахської Республіки і прем'єр-міністра НКР.
З 24 грудня 1994 року постановою Верховної Ради НКР призначений президентом НКР.
У листопаді 1996 року у результаті всенародних виборів обраний президентом НКР.
20 березня 1997 року призначений прем'єр-міністром Республіки Вірменія.
30 березня 1998 року на дострокових президентських виборах обраний президентом Республіки Вірменія.
5 березня 2003 року переобраний на посаді президента Республіки Вірменія.

## Знання мов
Володіє вірменською, російською й англійською мовами.

## Родина
Одружений, має трьох дітей.